# Lith
Lith (pronúnciaⓘ) é um município e uma aldeia na província de Brabante do Norte, Países Baixos. O município tem 6 730 habitantes (31 de dezembro de 2008, fonte: CBS) e abrange uma área de 55,51 km² (dos quais 4,85 km² de água).

## Centros populacionais
Os principais centros populacionais do município são: Kessel, Lithoijen, Maren, Maren-Kessel, Oijen, Teeffelen, Het Wild e Lith (sede administrativa).

## Localização
O município está localizado no norte da província de Brabante do Norte, divisa com a província da Guéldria, na margem esquerda do rio Mosa. 
| Municípios vizinhos | Municípios vizinhos | Municípios vizinhos |
| ------------------- | ------------------- | ------------------- |
|                     | West Maas en Waal   |                     |
| Maasdriel           |                     | Oss                 |
| 's-Hertogenbosch    | Maasdonk            |                     |

## História
A primeira menção escrita de Litta data de 968, que referia-se a atual Lithoijen. Lith e Lithoijen se desenvolveram separadamente e a primeira menção do lugar Lith foi em 990. Lith pertencia ao Duque de Brabante, que tinha no século XIII um direito de passagem no rio Mosa, já equipado com diques. Por volta de 1310, o duque de Brabante mandou escavar o canal Hertogswetering para melhorar a drenagem da pôlderes de Maaskant, terras inundáveis.
Quando por ocasião da formação do Reino dos Países Baixos (1815), a aldeia de Lith foi considerada um município. Em 1939, os antigos municípios de Lith, Lithoijen e Oijen en Teeffelen foram agrupados no novo município de Lith. Em 1958, com a dissolução do município de Alem, Maren en Kessel, as aldeias de Maren e Kessel, juntamente com Het Wild foram anexadas pelo município de Lith e Alem, cuja canalização do rio Mosa tinha ocasionado a mudança de sua localização para a margem direita do rio, pertencente à província da Guéldria, foi anexada pelo município de Rossum.

## As eclusas
As primeiras eclusas de Lith datam de 1932-1936. Elas controlam as cheias do rio Mosa e auxiliam a navegação. Em 1989, foi adicionada uma usina hidrelétrica. Após a expansão do complexo em 2002, seu nome mudou para Prinses Máxima-sluizen (eclusas Princesa Máxima), em homenagem à princesa Máxima, esposa do herdeiro aparente dos Países Baixos.

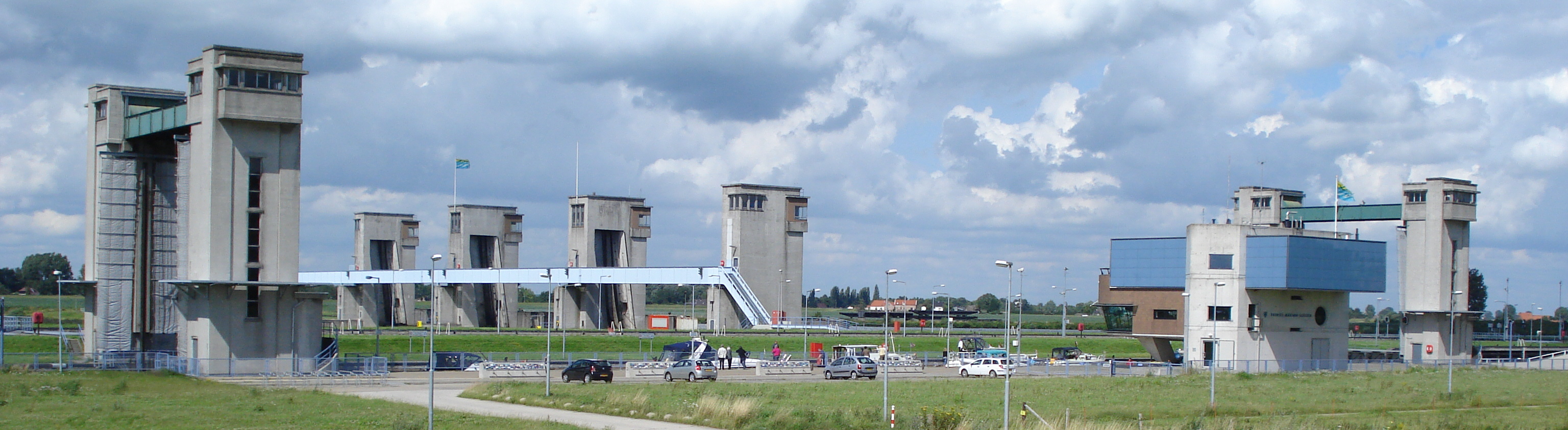
Vista panorâmica das eclusas de Lith.